# فائق عبد الجليل
فائق محمد علي العياضي، شاعر كويتي لهُ العديد من الإصدارات الشعرية بالعامية والفصحى، ولهُ قصائد غنائية معروفة على مستوى الوطن العربي، ولد في الكويت في 5 مايو 1948، وعمل موظفاً في بلدية الكويت، وقد اشتهر باسم فائق عبد الجليل نسبة لخالهِ الذي تولى رعايته، بدأ حياته رساما ثم اتجه لكتابة الشعر واكتسب شهرة ومحبة واسعة، وأعتقل خلال فترة الغزو العراقي للكويت عام 1990 من قبل القوات العراقية وكان أشهر الأسرى لدى حكومة صدام حسين، لم يره أحد منذ يوم اعتقاله ولم تتوفر القدرة على تحديد مصيره لمدة خمسة عشر عاماً، فثارت الكثير من الشائعات حول مصيره، إلى أن عثر على رفاتهِ في أحد المقابر الجماعية للأسرى الكويتيين في العراق عام 2006.

## حياته وعمله
ولد الشاعر فائق محمد العياضي في الخامس من مايو عام 1948 بمدينة الكويت، وكان والدهُ يعمل موظفاً في وزراة الشؤون الاجتماعية، ووالدته ربة منزل، وبعد انفصالهما وهو في سن صغير كان خالهُ عبد الجليل غالي الأقرب لهُ حيث كان يشجعه على الكتابة ومن هنا جاء اسمه المستعار.
بدأ فائق في طفولته بممارسة الرسم مترجماً شعوره عبر رسومات مفعمة ببراءة الطفولة، وبعد سنوات في التعبير بلغة الرسم، اتجه إلى كتابة الشعر، فكان قارئاً نهماً يعشق القراءة، فقرأ نتاج بدر شاكر السياب، والشاعر التركي ناظم حكمت، وأنسي الحاج، وأدونيس، ونازك الملائكة، ولوركا. وقال عن هذه المرحلة: «بدأت هوايتي بكتابة أبيات من الشعر الفصيح، وكانت محاولات متواضعة، ثم دخلت مجال الشعر الغنائي في أوائل الستينيات حينما أرسلت بعض قصائدي بالبريد إلى الإذاعة، ولم يكن الجواب مشجعاً، ما جعلني أصمم على خوض هذا المجال، وبدأت قراءاتي المتواضعة، فكانت رحلتي الأولى مع نازك الملائكة وبدر شاكر السياب ومجموعة شعراء المهجر، فكانت محطات أولية في مشواري مع القصيدة".
عمل موظفاً في بلدية الكويت لسنوات طويلة إلى وقت احتلال الكويت ثم أسره. مع استمرار نشاطه في مجالات الأدب والصحافة والمسرح والفن الغنائي.

### المسرح
كتب أيضا شعر الأطفال في فترة عقد السبعينيات ونشرت تلك القصائد في (مجلة سعد) وهي مجلة كويتية خاصة بالأطفال وكان مهتما بمسرح الطفل ولهُ عدة أسهامات فيه، كما كان هو مؤسس مسرح العرائس في الكويت فكانت أول تجربة على الأطلاق في الكويت مسرحية (أبو زيد بطل الرويد)، وهي مسرحية من تأليفهِ وإخراج (أحمد خلوصي) وقدمت المسرحية في العشرين من أغسطس عام 1974 ، على مسرح الشامية وهي بداية ولادة مسرح العرائس في الكويت، وقد شغل منصب رئيس مجلس أدارة المسرح الكويتي للفترة 1981 - 1983.
كتب أغنيات عدد من المسرحيات، منها مسرحية «قاضي أشبيلية» لـ «فرقة المسرح الكويتي» وعرضت في 20 مارس 1978 على مسرح كيفان، وهي من تأليف ألفريد فرج، وإخراج سعد أردش، ومن بطولة: سعاد عبد الله، وجاسم النبهان، أحمد مساعد، محمد المنيع، وآخرون. وقد لحن كلمات الأغاني غنام الديكان. كما كتب مسرحيات أخرى، منها: «عزوز»، و«تسمح تضحك» و«محاكمة علي بابا».

### الغناء
كتب عدة أوبريتات غنائية وطنية واجتماعية أشهرها أوبريت بساط الفقر 1980، وكان من بطولة الفنان عبد الحسين عبد الرضا، وغنى قصائده العديد من كبار المطربين ومنهم محمد عبده فكانت أشهر أغنياتهِ (أبعاد) التي ترجمت لعدة لغات، وغناها عدة مطربون عرب وأجانب وقد تغنى أيضاً بقصائد فائق عبد الجليل عدة مطربين كبار منهم طلال مداح وأبو بكر سالم وعبادي الجوهر وغيرهم.

## العائلة
اقترن في عام 1969م بزوجته أم فارس، وله عدد من الأبناء هم: غادة، وفارس، ورجاء، وسارة، وأصغرهم نوف.

## التكريم

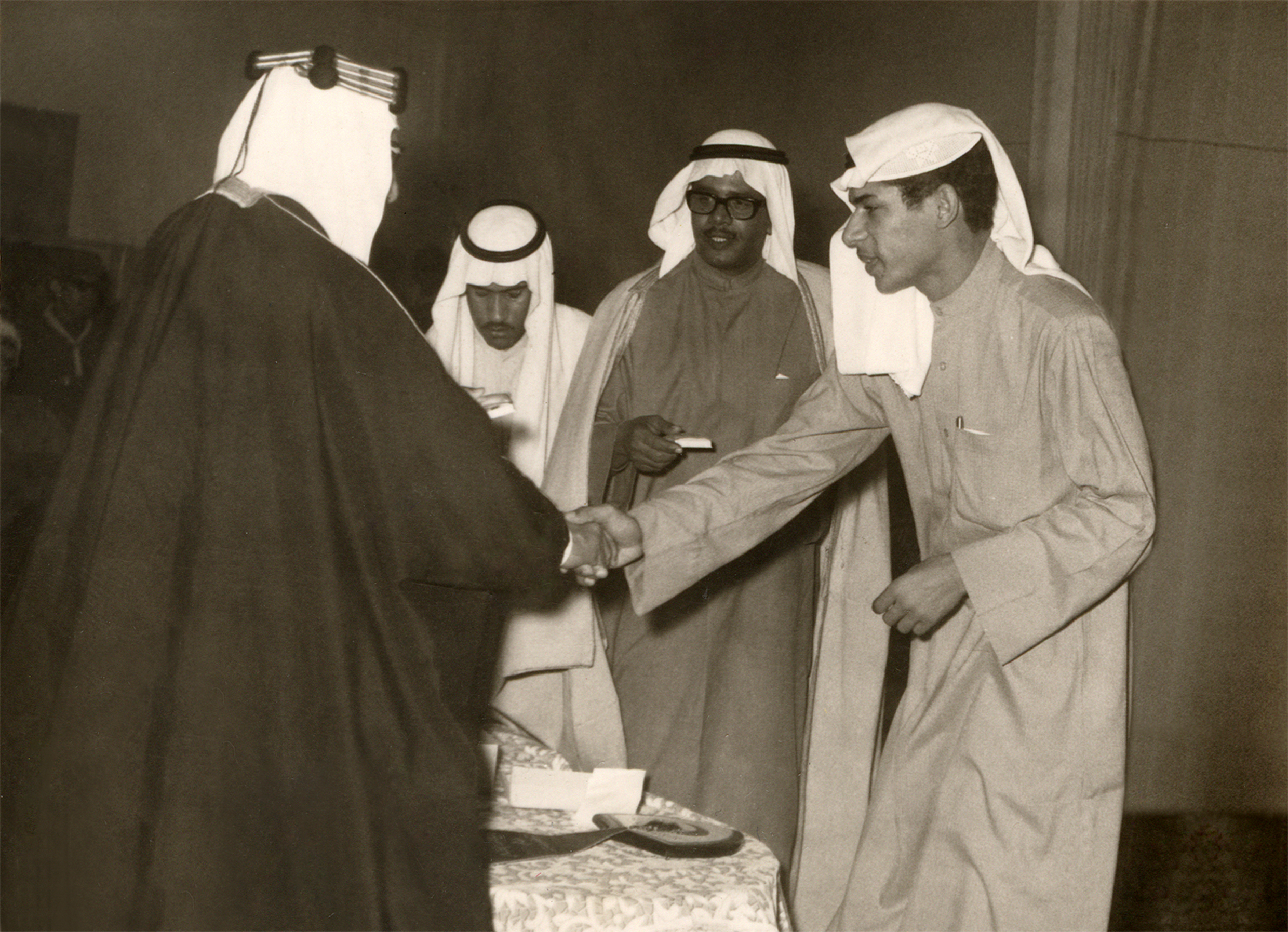
تكريم الشاعر في الستينيات في أحد المناسبات من قبل الشيخ عبدالله الجابر الصباح ويظهر بالصورة الفنان محمد النشمي.

- تكريم في يوم المسرح العربي لتكريم الفنان المسرحي - الكويت عام 1977 برعاية الشيخ سالم صباح السالم الصباح.
- تكريم من فرقة المسرح الكويتي عام 2003 - لدورة في أثراء الحركة المسرحية الكويتية.
- تكريم من المؤتمر الوطني (من الكويت نبداء وإلى الكويت ننتهي) – الدورة 10 - عام 2013.[5]
- تكريم من مهرجان القرين الثقافي الدورة 21 تحت رعاية المجلس الوطني للثقافة والفنون والآداب – الكويت 2015.[6]

## الغزو العراقي والأسر

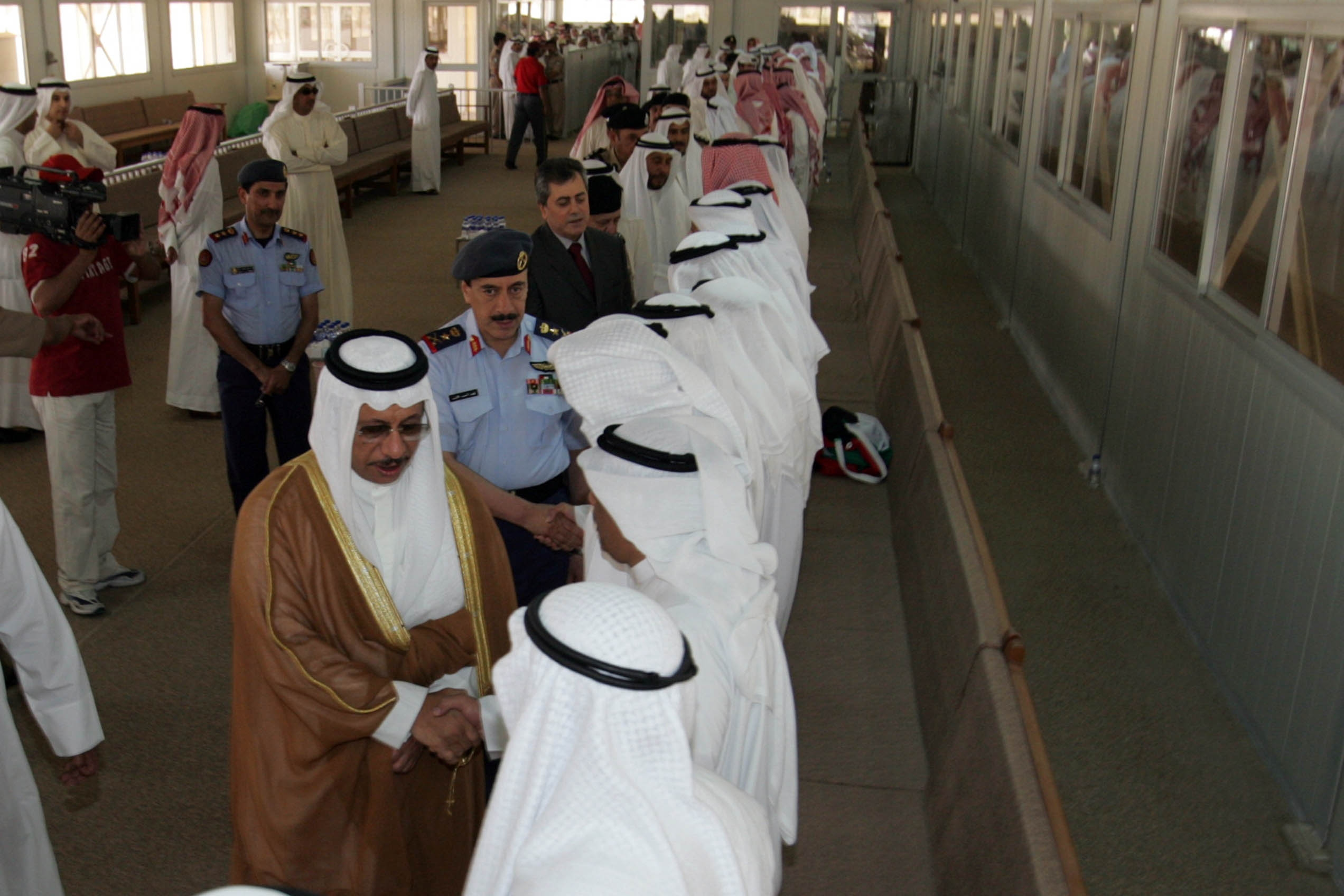
عزاء الشهيد فائق عبد الجليل بعد العثور على جثمانه ويبدو بالصورة رئيس الوزراء السابق الشيخ جابر مبارك الحمد الصباح يقدم واجب العزاء 2006

خلال فترة الغزو العراقي للكويت عام 1990 رفض الشاعر فائق عبد الجليل الخروج من الكويت مع عائلتهِ وبقى وحيدا في منزلهِ إلى أن جرى أسره في الثالث من يناير 1991 من شقة صديقه وبرفقة الملحن عبد الله الراشد (قرب دوار شارع عمان) بعد أن انكشف أمره بأنه الرأس المدبر لإنتاج وترويج أغنيات وطنية قصيرة انتشرت في الكويت المحتلة حيث قام بكتابتها، وهي أغنيات تحث المواطنين الكويتين على الصمود والمرابطة وتهتف بمواقف الرفض والاحتجاج ضد الغزو العراقي للكويت وكان يعتبر أشهر أسير كويتي لدى نظام صدام حسين حسب تصنيف جريدة الشرق الأوسط الدولية لهُ في يناير 2005 .
وكانت "أم فارس" زوجة الشاعر قد عادت إلى الكويت، وقت الاحتلال، لإقناعه بالخروج لكنه رفض ذلك، ثم طلب منها أن تخرج هي وابنتها نوف إلى السعودية على أن يلحق بهم، وخاطب زوجته: "روحي أنت للرياض لبيت أبو أصيل أنت ونوف، وسألحق بكم بعد ثلاثة أيام هذا وعد"، فقالت: "أكيد كلام صح" فقال: "نعم".

### رسالته الأخيرة إلى زوجته
الرسالة الأخيرة كتبها فايق عبد الجليل لزوجته سلمى العبدي «أم فارس»، وتركها في غرفته قبل أسره من الجيش العراقي، ولم تقرأ إلا بعد تحرير الكويت
«نص الرسالة»
"الغالية أم فارس..تحيه..محبه..تقدير.. لك وللأولاد وأرجو أن تكونوا صامدين في الغربة..مثلما نحن صامدون في الوطن اليوم الجمعة..الوقت الرابعة فجراً..المكان غرفة نومي وتحت ضوء الابجورة التي تلتحم برأسي باستمرار..لقد وعدتك أن أغادر الكويت الخميس ذهبت وجلست أتصفح أفكاري التي تتكاثر ثم تصبح فكرة واحدة وهي فكرة البقاء كل أفكار الرحيل التي أتت كانت مهزوزة وغير ثابتة وغير مستقرة إلا فكرة البقاء كانت هي الأكثر ثباتا والأكثر قوة.
فقد اكتشفت أن البقاء في الكويت يعطيني المناعة والقوة والصلابة وبقائي هنا لا يعني إنني غير محتاج لكم.. أنا في أشد الحاجة لكم لكن الكويت بأمس الحاجة لي.. قوموا بواجبكم الوطني في الغربة على أكمل وجه وقدموا ما تستطيعون تقديمه مع إخوانكم الكويتيين حتى ساعة الفرج".

### رسالة شفهية
وذكرت زوجة الشاعر أم فارس في حوار مع جريدة «الشرق الأوسط» عام 2005م بأنها تلقت اتصالا دولياً من مجهول يدّعي امتلاك معلومات عن فائق عبد الجليل، وكان ذلك قبل الحرب الأمريكية على العراق بفترة وجيزة، وطلب مقابلة أحد أفراد عائلته، وأنها لم تهتم بالموضوع لأنها تلقت الكثير من تلك المكالمات ليتبين في نهاية الأمر متاجرة بتلك القضية وتلاعب بالعاطفة لأهداف مادية ، لكن هذا الشخص استمر في الاتصال فأخبرت هي العقيد فيصل مساعد الجزاف من وزارة الداخلية الكويتية الذي التقى بالشخص المجهول بعد أن حدد موعداً معه في دمشق، حيث رافقه عبد العزيز الرشيد وكان ذلك في أواخر ديسمبر 2002م.
وقد ذكر ذلك الشخص للجزاف بأن فايق ما زال على قيد الحياة ، وأنه ويريد إبلاغ حكومة الكويت وعائلته بأنه على قيد الحياة، وكانت رسالته الشفهية: «الرجاء إبلاغ حكومتي وأهلي وأخص أخي جاسم بأنني ما زلت على قيد الحياة ومعي مجموعة من الكويتيين» وقال فايق للرسول العراقي «أتمنى إن أعرف مصير عائلتي هل ما زالوا على قيد الحياة أم لا».. هذه الرسالة أعادت الأمل في عائلة فايق عبد الجليل وقرب عودته، إلا أن صدام حسين أمر بترحيل الأسرى الكويتيين من جنوب العراق الى بغداد وذلك قبل اندلاع الحرب بأربعة أيام.

## العثور على الرفات
عثر على رفاتهِ في أحد المقابر الجماعية في العراق الخاصة بالأسرى الكويتين في منطقة بحيرة الرزازة بالقرب من مدينة كربلاء حيث أعدم برصاصة في الرأس، وأعيد دفنه في الكويت في 20 حزيران 2006 في مقبرة الصليبيخات بمراسم رسمية وبحضور نائب رئيس الوزراء الكويتي ووزرير الدفاع ووزير الداخلية وكبار الشخصيات، ويعتبر فائق عبد الجليل هو أول شاعر كويتي شهيد في تاريخ دولة الكويت منذ استقلالها عام 1961.
وذكر فارس ابن الشاعر أنه تمكّن من التعرّف عر رُفَات والده من خلال «طقم وحشوة أسنانه الابلاتين» التي صاحبه إلى الطبيب يوم تركيبها، ومن نفس الثوب الذي غادر به قبل أسره هو وزميله الملحن عبد الله الراشد، وأن على الثوب اسم الخياط الذي يخيط عنده ثيابه.

### أخبار استشهاده
أذاعت وكالة الأنباء الكويتية (كونا) خبر استشهاد فائق يوم 19 يونيو 1991م، وذكرت الوكالة أن فريق البحث عن الأسرى والمفقودين الكويتي يعلن عن استشهاد الأسير الكويتي فايق عبد الجليل الذي أسرته قوات الاحتلال العراقي في 3 يناير 1991م، وهو "من الشباب الرواد للحركة الشعرية والفنية والإبداعية من عقد الستينيات من القرن العشرين في الساحة الفنية والثقافية وأعطى الكثير المتميز من القصائد والأغاني الوطنية". كما نشرت صحيفة القبس في نفس اليوم خبراً عن استشهاده بعنوان (اكتشاف رفاته في مقبرة جماعية بالعراق: فايق عبد الجليل عاد لأحضان الوطن الذي أحبه).

## دواوينه

فائق عبد الجليل أثناء تاليفه الاغاني الوطنية قبل إعتقاله من قبل قوات الاحتلال بأسبوع

1. ديوان (وسمية وسنابل الطفولة) صدر عام 1967 وهو أول عمل شعري يؤرخ للكويت القديمة، وتضمن قصائده من الشعر الحر، معلناً تمرده على القوالب التقليدية وبحثه عن التجديد في شكل القصيدة.[2]
2. ديوان (سالفة صمتي) صدر عام 1977.
3. ديوان (معجم الجراح) صدر عام 1984. وتضمن الديوان مقطوعات شعرية كتبها الشاعر بين أكتوبر 1981 وأغسطس 1983.[2]
4. ديوان (حب العصافير) صدر عام 1985.

### ترجمة قصائده
ترجمت بعض قصائده إلى اللغة الفرنسية ودرست في بعض الجامعات ونشرت لهُ عدة قصائد في صحيفة لوموند الفرنسية في عقد السبعينيات، وقد كتب عنهُ في نفس تلك الصحيفة الفرنسية البروفيسور (سيمون جارجي) وهو مستشرق وأستاذ في كلية الآداب في جامعة جنيف بعد أن زار الكويت في عقد الستينيات حيث قال «التصميم على عدم الأنسلاخ من الأرض القديمة التي تتلوى في عروقها جذور حنين الشعراء وعواطفهم، هو أشد بروزا لدى أصغر شعراء الكويت فائق عبد الجليل وأكثر ما يتمثل صدقهُ في تعابيرهِ التي هي مزيج من العامية والفصحى».[بحاجة لمصدر]

### صوت العطش
ديوان صدر عام 2016م جمع فيه ابنه الأكبر فارس القصائد التي تحولت إلى أغنيات بعد وفاته، إضافة إلى أغنيات أولى لم تحفظ في كتب، وضمنها أناشيد المقاومة الكويتية أثناء الاحتلال العراقي.

## بعض من قصائدة المغناة
محمد عبده قام بغناء:
- (أبعاد) ألحان: يوسف المهنا عام 1975
- (نيستيني) ألحان: يوسف المهنا عام 1977
- (في الجو غيم) ألحان: يوسف المهنا عام 1979
- (المعازيم) ألحان: الدكتور عدنان خوج عام 1986
- (وهـم) ألحان: عمر كدرس عام 1987
- (آخر زيارة) ألحان: محمد عبده عام 1997
- (بعلن عليها الحب) ألحان: طلال عام 2013
- (الله معاك) ألحان: طلال عام 2016
- (قالت لي سم) ألحان: طلال عام 2017
- (لكل شئ اخر) ألحان: طلال عام 2018

طلال مداح قام بغناء:
- (لو ما أحبك) ألحان: طلال مداح عام 1984
- (زلزليني) ألحان: طلال مداح عام 1984
- (حبيبي اختار) طلال مداح عام 1984
- (فينا واحد) ألحان: طلال مداح عام 1987
- (طيب) ألحان: يوسف المهنا عام 1996

أبوبكر سالم قام بغناء:
- (عطني الحل) ألحان: عبد الرب إدريس عام 1979
- (أنتي وين) ألحان: أبو بكر سالم عام 1984
- (لا تنادي) ألحان: أبو بكر سالم عام 1987
- (غزاني الشيب) ألحان: أبو بكر سالم عام 1989

عبادي الجوهر قام بغناء:
- (نساي) ألحان: عبادي الجوهر عام 1987
- (عطشان) ألحان: عبادي الجوهر عام 1996

علي عبد الكريم (مغني) قام بغناء:
- (بنلتقي) الحان:علي عبد الكريم 1986

خالد الشيخ قام بغناء:
- (لو رديت) ألحان: خالد الشيخ عام 2004
- (اسمي وميلادي) ألحان: خالد الشيخ عام 2005

عبد الكريم عبد القادر قام بغناء:
- آن الأوان

عبد المحسن المهنا
(مع ريح الهوى مسافر) ألحان: يوسف المهنا عام 1969.
راشد الماجد
- (الليل والناس الضيوف) ألحان: الموسيقار طلال عام 2016. وهي قصيدة كتبها الشاعر في 16 نوفمبر 1978م.[15]

## أغاني المقاومة

### هتاف الصامدين
- صدرت لفائق عبد الجليل بعد تحرير الكويت أسطوانة تحت اسم (ملحمة هتاف الصامدين) تضمنت 18 أغنية وطنية كتبها أثناء مقاومة الاحتلال العراقي الكويت، وهي من ألحان عبد الله الراشد.[16]
- من قصائد هتاف الصامدين قصيدة (صوت الحق أقوى من المدفع):

ما نطلع منها ما نطلع
صوت الحق أقوى من المدفع
تغيب الشمس وترجع تطلع
ياللي بالداخل أو برا
عن حب بلادك لا ترجع
واحنا اللي بالداخل ما نطلع
ما نطلع منها ما نطلع 
- ومن قصائد المقاومة قصيدة (حي اللي قاوم):

حي اللي قاوم بالصمود وبالسلاح
حي اللـي ضمت كل جرح من الجراح
حي الخليـج.. حي العقل وأهل العقل
حي العـرب اللـي أثبتـوا قول وفعل
حي التـراب اللـي رفض كل احتلال
حي الشبـاب اللي انتفض باسم النضال
حي الطفـل اللـي لفـظ كلمـة وقال
حي الصمود حي الكويت حي الرجال.
تضمن (هتاف الصامدين) أغانٍ أخرى من كلمات فائق عبد الجليل، منها:
- نبقى كويتيين.
- تميت مرابط.
- عند الحدود.
- انتباه: الكويت لا زالت هنا.
- أعلن كل أنواع الحرب.
- كلام الطوفة.

## بعض من مساهماته التلفزيونية
| # | مقدمه وأغاني مسلسل   | الملحن            | بطولة                    | السنة | إنتاج                                              |
| - | -------------------- | ----------------- | ------------------------ | ----- | -------------------------------------------------- |
| 1 | علاء الدين           | يوسف المهنا       | جاسم النبهان             | 1980  | تلفزيون الكويت                                     |
| 2 | العتاويه             | سعيد البنا        | عبدالحسين عبد الرضا      | 1980  | مركز الفنون للإنتاج الفني                          |
| 3 | أبله منيره           | مرزوق المرزوق     | خالد النفيسي             | 1982  | تلفزيون الكويت                                     |
| 4 | علي بابا             | مرزوق المرزوق     | ابراهيم الحربي           | 1983  | تلفزيون الكويت                                     |
| 5 | إلى الشباب مع التحية | عبدالرؤوف اسماعيل | سعد الفرج – سعاد عبدالله | 1989  | مؤسسه الانتاج البرامجي المشترك لدول الخليج العربية |

## أوبريتات كتبها
| م | الأوبريت                 | بطولة                                                | ألحان           | إخراج       | إنتاج          | السنة | نوعه                                 |
| 1 | أوبريت والله زمن         | عبد الحسين عبد الرضا                                 | أحمد البابطين   | فؤاد الشطي  | تلفزيون الكويت | 1978  | أوبريت تراثي                         |
| 2 | أوبريت بساط الفقر        | عبد الحسين عبد الرضا وسعاد عبد الله                  | سعيد البنا      | فيصل الضاحي | تلفزيون الكويت | 1980  | أوبريت اجتماعي فكاهي                 |
| 3 | (جسر المحبة) اوبريت وطني | مجموعه من الفنانيين                                  | عبد الله الراشد | علي الريس   | تلفزيون الكويت | 1985  | أوبريت وطني                          |
| 4 | أوبريت سندريلا           | محمد المنصور ورجاء محمد وعلي المفيدي وأبراهيم الصلال | سعيد البنا      | حسين الصالح | تلفزيون الكويت | 1984  | أوبريت مستوحى من قصه سندرلا العالمية |
| 5 | سوق المناخ               | محمد المنصور                                         | مرزوق المرزوق   |             | تلفزيون الكويت | 1983  | أوبريت اجتماعي                       |

## أعمال مستوحاه من قصائده
1- (أوبرا ديره .. نبقى كويتيين) أول عمل اوبرالي كويتي تغنى بحب الكويت تحت رعاية أمير دولة الكويت سمو الشيخ صباح الاحمد الجابر الصباح وقد تم إستلهام فكرة العمل من قصيدة (نبقى كويتيين) التي كتبها الشاعر فايق عبد الجليل أثناء الإحتلال العراقي وهو من إنتاج الديوان الاميري ممثل بمكتب الشهيد  عام 2015.
2- مقطوعة موسيقية للدكتور سليمان الديكان طرحت عام 2000 وهي مستوحاه من قصيدة (رد الحياة) التي تضمنت ديوان (سالفه صمتي).

## فيلم حبيب الأرض
صور في عام 2015 عمل سينمائى باسم حبيب الأرض (فيلم)  من إنتاج شركة «دار لولوة للإنتاج الفني» من بطولة الفنان الكويتي فيصل العميري يتناول سيرة حياة الشاعر فائق عبد الجليل ، والذي أُسِر أثناء الغزو العراقي للكويت، وعُثر على رفاته في إحدى المقابر الجماعية للأسرى الكويتيين في العراق.

## القصيدة الأخيرة
تعد من أواخر قصائده، وقد كتبها عند إيصال وتوديع زوجته وابنته الصغرى عند الحدود الكويتية السعودية في فترة الاحتلال العراقي للكويت:
عند الحدود
مقدر أخليهم وأعود
أمي.. وأم عيالي..
هم شمس الوجود
وعيالي في دمي
وفي صدري ورود
كل المعزّة بس لهم
في قربهم كل الوجود
عند الحدود..
أمي.. وأم عيالي .. هم شمس الوجود
مقدر أخليهم وأعود
لا يا وطن
لازم أعود
انت المحبة ولك أنا بكل شي أجود
لازم أعود
لازم أعود
يا دمعة بلادي
أنا المنديل.. والقنديل..
والصبر الجميل
عزمي غرسته في البلد
عمري وهبته للبلد
وأموت ومن بعدي الولد
يستشهد بأرضه..
ولا ينوي الرحيل
هذه رسالة حق بريد الشعب..
حطها في البريد
هذا الوطن أعزل. وحيد
وبحاجة للحب الأكيد
بحاجة للحب الأكيد
بحاجة للحب الأكيد.

## آخر حوار صحفي
أجري آخر حوار صحفي مع فائق عبد الجليل قبل شهرين من الغزو العراقي ونشر في صفحة كاملة في جريدة السياسة الكويتية بتاريخ 29 مايو 1990م، وفيه إجابة له تحدث عن مغادرة الشاعر وكأنه قد شعر أن مغادته قريبة، يقول: "أعتقد أن صاحب العمل، ويعني الشاعر لا يستطيع أن يقرر مدى نجاح عمله أو سقوطه، بالإضافة إلى أن الحكم على الأشياء لا يأتي في مرحلة يعيش فيها الكاتب، فالتقييم يأتي في مرحلة يغادر فيها الكاتب (الشاعر) زمان ومكان الشعر!!".
وفي ذلك الحوار قال بأن الشِعر: "حالة إنسانية لا تعرف القوقعة في مثلث أو مربع، إنه حالة كالعطر قابلة للانتشار وتلطيف الجو، واعتقال هذه اللحظة وجعلها في إطار ضيق هو خيانة للكلمة".
وقال عن الشِعر أيضاً: "الشعر حالة جنون لا يستطيع مستشفى الأمراض العصبية أن يفسر رموزها وعلاماتها، لذلك لا يستطيع أي شاعر أن يتنبأ بمقاس قصر قصيدته أو طول شعرها أو ابتسامة أوزانها!!".

## صدر عنه
| الكتاب                                            | المؤلف               | التاريخ | المحتوى |
| ------------------------------------------------- | -------------------- | ------- | --- |
| فايق عبد الجليل: رحلة الغياب والحضور علي المسعودي | علي المسعودي         | 1999    | يعرض شهادات شخصية وأدبية لعدد من الشعراء والأدباء الكويتيين والخليجيين حول الشاعر فايق عبد الجليل، ومسيرته الشعرية وآراءه في عدد من القضايا الفنية والأدبية وذكرياتهم معه من واقع معايشتهم له، ومن بين من كتب هذه الشهادات: الأمير بدر بن عبد المحسن والشاعران البحرينيان قاسم حداد وعلي الشرقاوي، والكاتب الكويتي إسماعيل فهد السماعيل.                                                                      |
| «فائق عبدالجليل رحلة الابداع والأسر والشهادة»     | حمد عبد المحسن الحمد | 2014    | يتكون من 7 فصول، وتتصدر الكتاب رسالة أخيرة من فائق عبدالجليل إلى زوجته أم فارس عثرت عليها أسرته بعد التحرير، عبر فيها عن خياره في البقاء داخل الكويت وصرفه النظر عن الخروج منه: «لقد وعدتك أن أغادر الكويت الخميس... ذهبت وجلست أتصفح أفكاري التي تتكاثر ثم تصبح فكرة واحدة... وهي فكرة البقاء... كل أفكار الرحيل التي أتت إلي كانت مهزوزة وغير ثابتة وغير مستقرة إلا فكرة البقاء كانت هي الأكثر ثباتا وقوة». |

## قالوا عنه
- الشاعر محمد الفايز: «أحسست وسيحس القارئ عندما يقرأ نصوص عبدالجليل أن الحرف العامي يستطيع أن يتثقف، وأن يحمل ذلك الإشعاع الذي يسربل الفصحى، وكما في الفصحى كلمات رائعة، في العامية كلمات رائعة أيضاً إذا تناولها شاعر مثقف».
- ذكر الشاعر علي الصافي أن بهاء تجربة فايق عبدالجليل راهناً لا يعني أنه قوبل بحفاوة في بداياته، إذ رفض معظم الأدباء تجربته حينذاك، لكن أصدقاءه د. حسن يعقوب العلي، وصقر الرشود، وعبد العزيز السريع وغيرهم مدوه بالتشجيع والحب.[2]
- كتب عبد الرحمن بحير في جريدة الجزيرة السعودية بتاريخ 1 أكتوبر 1985م: "لقد ساد الاعتقاد أن فايق عبد الجليل هو الشاعر الذي كتب: أبعاد، وفي الجو غيم، ونسيتيني، وتعب مني التعب، والمعازيم، ولا يعرف إلا قلة أن فايق هو شاعر سياسي من الطراز الأول، وشاعر نثر وكاتب مسرحي، وكاتب صحفي، ورجل علاقات فريد، وصاحب دواوين سياسية ووجدانية، واجتماعية، ومدير للمسرح، ومعد لبرامج إذاعية، ودينمو متحرك داخل أروقة الإذاعة، وأخيراً شاعر حرف مبدع، حلق بحرفه السهارى الحائرون، وترنم بنثره عشاق هائمون".[45]